# Abdülkerim Pacha
Abdülkerim Pacha ou Kerim Pacha, devenu sous la République de Turquie Abdülkerim Öpelimi, né en 1872 à Thessalonique, mort le 16 janvier 1923 à Istanbul, est un militaire de l'Armée ottomane. Pacha est un titre de fonction.
Né dans le vilayet de Salonique, alors province ottomane, il participe à la guerre italo-turque (1911-1912) puis aux guerres balkaniques (1912-1913).

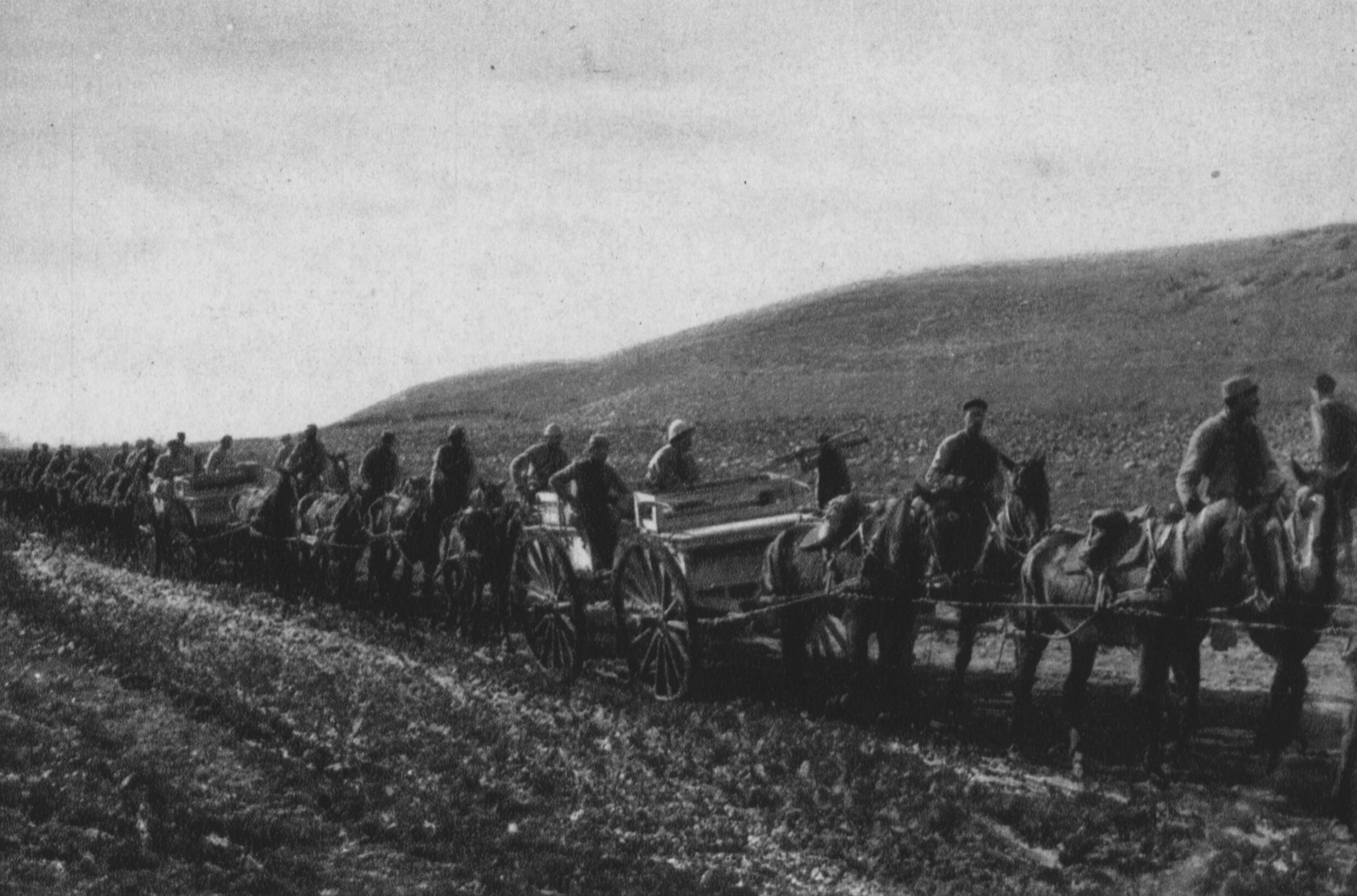
Transport de munitions des forces germano-bulgares sur le front de Macédoine, octobre 1916

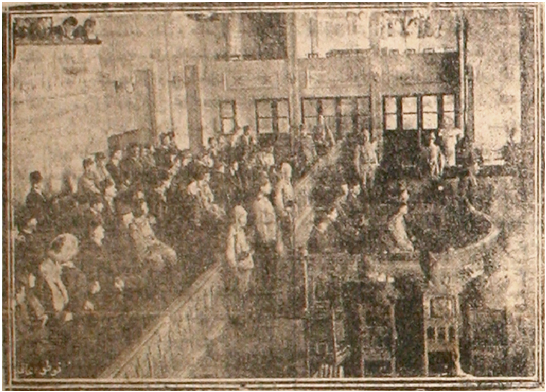
Séance du tribunal militaire ottoman, avril 1919

Pendant la Première Guerre mondiale en Orient, il est nommé en 1914 à la tête du XIe corps d'armée (en) sur la frontière du Caucase russe. Après la défaite de Sarıkamış (décembre 1914-janvier 1915), il est nommé commandant de la 3e armée sur le front du Caucase le 23 février 1915. En juillet 1915, il repousse l'armée russe du Caucase, commandée par Piotr Oganovski (ru), lors de la bataille de Manzikert et reprend la ville (aujourd'hui Malazgirt) ; des renforts russes commandés par Nikolaï Ioudenitch attaquent le flanc des Ottomans et s'emparent à nouveau de Manzikert qu'ils doivent cependant évacuer peu après (10-26 juillet 1915). Oganovski bat les forces d'Abdülkerim Pacha à la bataille de Kara Killisse (27-31 juillet).
La 3e armée subit une nouvelle défaite à la bataille d'Erzurum (janvier-février 1916). Abdülkerim Pacha est alors rappelé à Constantinople. En décembre 1916, il reçoit le commandement du XXe corps chargé de soutenir les forces bulgares et allemandes sur le front de Macédoine. En mai 1917, le XXe corps est transféré sur le front de Palestine sous le commandement d'Ali Fouad Pacha.
La Géorgie ayant proclamé son indépendance de l'Empire russe et signé avec l'Allemagne le traité de Poti (en) le 28 mai 1918, Abdülkerim Pacha est nommé conseiller militaire du nouvel État géorgien.
Après l'armistice de Moudros (31 octobre 1918) qui met fin à la guerre en Orient, Abdülkerim Pacha retourne à Constantinople où il est, pour peu de temps, membre du tribunal militaire. Il meurt dans cette ville en 1923.